# Восстание ибадитов в Хадрамауте
Восстание ибадитов в Хадрамауте — крупный мятеж ибадитских кланов, начавшийся в области Хадрамаут, а затем распространившийся на территорию Йемена и Хиджаза. Целью мятежников была организация собственного, независимого от Омейядского, халифата на территории Аравийского полуострова.
Восстание началось в годы правления халифа Марвана II. Придя к власти он столкнулся с большим количеством мятежей, включая хариджитские и шиитские, а также с межплеменной и внутридинастической борьбой. Ибадитское руководство, обосновавшееся в Басре, Ирак, направило своих проповедников в Хиджаз, где они встретились с Талибом аль-Хакком, который имел значительное влияние в регионе Хадрамаут на юге полуострова. Поклявшись в верности проповеднику, он с его помощью организовал мятеж, убив омейядского наместника Саны, после чего подчинил своему влиянию весь Йемен. Разбив врагов в нескольких сражениях, ибадиты захватили контроль над Хиджазом с его священными городами, Меккой и Мединой, и направились в Левант. Однако по пути туда они столкнулись с армией Омейядов из опытных конников-кайситов, которые нанесли мятежникам ряд поражений, убив всех их лидеров. Оставшиеся ибадиты обосновались в Омане, однако омейядский полководец был отозван и заключил с ними мир, в дальнейшем погибнув по дороге в священные города. Восстание привело к сосредоточению ибадитов в Омане и фактически — к дальнейшему образованию здесь их халифата.

## Предыстория
Ибадиты отделились от остальных мусульман в VII веке как часть религиозно-политического движения хариджитов. Изначально они представляли собой умеренную альтернативу некоторым весьма радикальным ветвям хариджитов, стремясь мирным путём привлечь на свою сторону халифов из династии Омейядов. Но во второй четверти VIII века перспективы их примирения становилась всё более туманными и маловероятными, и радикальные члены течения в конце концов склонили остальных к активному сопротивлению правящей династии. Ибадиты Басры во главе с Абу Убайдой приступили к разработке плана по организации всеобщего имамата ибадитов, собирать казну и готовить миссионеров. Последние были объединены в несколько команд, которых Абу Убайда отправил в несколько провинций халифата, где они пропагандировали скорое становление имамата и истинность своей веры и пытались собрать достаточный уровень поддержки для организации полноценного повстанческого движения против Омейядов.
Когда 6 февраля 743 года в возрасте 52 лет скончался предпоследний халиф династии Хишам ибн Абдул-Малик, против Омейядов поднялся ряд крупных мятежей, которые представляли серьёзную угрозу их дальнейшей власти над мусульманской общиной. Ослаблению халифата способствовали междоусобицы среди членов династии и племенное соперничество между племенами Кайситов и Яманитов. Последний халиф династии Марван II (744—750) вынужден был потратить первые несколько лет своего правления на подавление восстаний в Сирии и Ираке и на борьбу со своим родственником Сулейманом и в конце концов был свергнут в результате Аббасидской революции, что положило конец правлению династии Омейядов. Относительная слабость халифата в его последние годы сделала его идеальной мишенью для повстанческих групп, таких как ибадиты и хариджиты. Последние подняли восстание в первые же дни правления Хишама. Им удалось разбить ряд омейядских отрядов, и лишь когда сам халиф возглавил основную армию, восстание было подавлено. Кроме них в дальнейшем бунтовали шииты и недовольные воины армии халифата.

## Ход восстания
Во начале правления Марвана II ибадиты Басры отправили своего проповедника по имени Абу Хамза аль-Мухтар ибн Ауф аль-Азди распространять веру в Мекке и готовить восстание против Омейядов. Во время выполнения миссии в 746 к нему обратился Абдуллах ибн Яхья аль-Кинди, более известный под прозвищем Талиб аль-Хакк («Стремящийся к правде»). Он был кади в Хадрамауте и имел там достаточное количество сторонников. Он заявил, что одобряет дело ибадитов и убедил Абу Хамзу направится к нему и продолжить проповедь против Омейядов. Многочисленные ибадиты Басры, воодушевлённые неожиданной поддержкой, поддержали Талиба и направились к нему для пополнения его армии.
Абу Аллах собрал весьма мощный военный отряд и захватил власть в регионе, быстро одолев правившего здесь наместника Ибрахима ибн Джабала аль-Кинди, а его самого бросил в темницу. После официального принятия присяги от ибадитов региона, которые признали его имамом, а Абу Хамза и вовсе провозгласил халифом, он отправился в наступление на столицу Йемена Сану во главе 2000 человек, включая ополченцев-ибадитов из Омана. Правитель города, аль-Касим ибн Умар ас-Сакафи, попытался остановить наступление повстанцев, выступив против них с гораздо большими силами, но был разбит в районе Абьян и отошёл обратно в Сану. Укрываясь ночной тенью, ибадиты в ходе дерзкого и стремительного нападения овладели лагерем Джабала, а в конце 746 года взяли Сану, во второй раз разбив аль-Касима и убив многих защитников города. После этого они вошли внутрь крепости, где захватили немало богатств.
Здесь они провели около полугода, а затем Абдуллах направил Абу Хамзу и другого представителя ибадитов Басры по имени Балдж ибн Укбах аль-Азди взять под контроль Хиджаз. Хадрамаутско-оманская армия прибыла в Хиджаз в августе 747 года, как раз к середине сезона паломничества. Здесь они сообщили идущим к священному камню мусульманам о своей готовности противостоять Омейядам. Наместник Медины и Мекки Абд аль-Вахид ибн Сулейман, правнук халифа Марвана не смог противостоять нападавшим и оставил священный город. Абу Хамха возглавил колонну паломников от имени Абдуллаха. Затем он направился на Медину.
Через три недели Абд аль-Вахид организовал местные силы Омейядов в количестве 8 тысяч человек для сопротивления захватчикам. Командующим армии он назначил полководца Абд аль-Азиза ибн Абдуллаха ибн Амра. Абу Хамза тем временем назначил в Мекке своего наместника и направился на север навстречу врагу. 9 сентября 747 года армия Омейядов добралась до местечка Кудайда, от которого был день пути до священной Мекки. Здесь ибадиты напали на суннитскую армию, обладая примерно таким же количество войск, и несмотря на доблестное сопротивление противника, нанёс им решительное поражение. Многие, включая Абд аль-Азиза были убиты, остальные бежали с поля боя. 13 сентября (или в октябре) того же года Абу Хамза вошёл в Медину. Абд аль-Вахид бежал в Сирию. Некоторые историки сообщают, что после взятия Мекки Абу Хамза произнёс несколько проповедей, прославляя дело ибадитов. Хотя существует и мнение, что эту проповедь вёл и сам имам Абдуллах ибн Яхья аль-Кинди. Так или иначе, в городе он познакомился с ещё одним аль-Азди, Абу Хамзой Халидом ибн Ауфом, ярым противником династии. Он присягнул Абдуллаху на верность и направился в Басру, где собрал ополчение, с помощью которого на значительное число увеличил армию ибадитов.
Захватив контроль над Меккой и Мединой, мятежники двинулись на север, в Сирию, где ранее находилась база халифата. Незадолго до мятежа Марван II первым перенёс её из Сирии в Харран в области Джезире, Ирак. Ко времени подхода группировки в Сирию Марван решил предпринять против них меры, снарядив сильную конную группировку в 4 тысячи конных воинов-кайситов, которые уже были закалены в многочисленных столкновениях с Византийской империей. Командующим экспедиции халиф назначил Абд аль-Малика ибн Мухаммада. Эта группировка должна была разгромить ибадитов в Хиджазе и, в случае успеха предприятия, не медля выдвинуться в Йемен.
Абд аль-Малик со своими силами продвигался на юг, где столкнулся с ибадитскими силами близ Вади аль-Кура. В развернувшемся сражении ибадиты были разбиты, большая часть их сил, включая военачальника, сложили свои головы. Абд аль-Малик насадил голову последнего на копьё и стал преследовать противников. В конце 747 года он отбил Медину, гле местные жители, узнав о поражении ибадитов, выступили против них. Абу Хамза отступил на юг, где дожидался противника близ Мекки с оставшимися войсками. В завязавшемся тут сражении вновь победили сунниты, убив в том числе и Абу Хамзу. 400 взятых в плен Омейяды обезглавили и распяли на входе в Мекку.
Разгромив ибадитов и отвоевав Хиджаз, Абд аль-Малик направился на юг, в Йемен, где намеревался дать бой Абдуллаху. Последний собрал все имеющиеся силы в 30 тысяч человек и направился врагу навстречу, двигаясь из Саны. Противники встретились в у города Джураша. После продолжительной битвы победа оказалась за армией халифата, а Абдуллах погиб в бою. Его голову Абд аль-Малик отправил Марвану, а сам двинулся на Сану, где Ибадиды избрали себе нового вождя Яхью Абдуллаха ибн Саида аль-Хадрами. Он решил не оборонять город, а направился в Аден. Однако вскоре сунниты дошли и дотуда. Взяв город с боем, в ходе которого Яхья погиб, они распяли его тело.
Со смертью Абдуллаха Абд аль-Малик потратил некоторое время на борьбу с повстанцами-химьяритами в аль-Джаннад и прибрежных регионах Йемена. Выжившие же в ходе его наступления ибадиты направились в Хадрамаут, куда Абд аль-Малик направился после подавления других мятежей. Он атаковал врага, но затем получил от Марвана сообщение о своём назначении в качестве ответственного за обеспечение безопасности хаджа. Это требовало немедленного возвращения в Мекку. Так и не найдя другого выхода, Абд аль-Малик заключил мир с ибадитами, так и разгромив их окончательно, и покинул регион. На этом восстание и закончилось. На обратном пути племенные мятежники убили Абд аль-Малика, а вскоре халифат Омейядов пал и началось 500-летнее господство в регионе династии Аббасидов.

## Итоги и последствия
Тактическую победу в восстании одержали Омейяды, поскольку ибадитам не удалось разгромить Омейядов и сохранить контроль над Йеменом, на территории которого они планировали основать свой имамат. Но де-факто мятежникам удалось сконцентрировать свои силы в регионе, имеющем значительное влияние на династию, которая лишила Омейядов власти. В землях Омана стал складываться их собственный имамат. Этому способствовал в частности тот факт, что первыми наместниками Аббасидского халифата были представители бану Хина, которое возглавляли представители ибадитов. Аббасиды считали ибадитов своими естественными союзниками, так как они тоже выступили против Омейядов. По сути так оно и было — один из самых сильных отрядов халифата был отвлечён на борьбу с ибадитами и не смог противостоять восстанию Аббасидской династии. Назначенный наместником Омана Джуна ибн Убада ибн Кайс ибн Умар аль-Хинаи был человеком весьма сурового нрава, осмотрительным, сдержанным, прозорливым и смышлёным. Он действовал очень мягко, и в какой-то момент перешёл на сторону ибадитов, став тайным сторонником течения, а затем объявил себя им во всеуслышание, после чего был смещён со своего поста. Правивший же тогда имам организовал свою собственную хорошо вооружённую и оплачиваемую армию. Последующие несколько десятков лет ибадиты продолжали свою антиправительственную деятельность и организовали несколько новых проповеднических групп, которые действовали по всему исламскому миру. Кроме Омана ибадитам удалось укрепиться в Магрибе, где установилась и просуществовала более века династия Рустамидов. Однако в дальнейшем Аббасиды направили в Оман «карательную экспедицию», в состав которой вошло 6 тысяч ополченцев из бану Тамим и бану Хашим. На острове Ибн Каван разбил наголову хариджитов-суфритов, а выжившие удалились в Джульфар по морю. Местные правители отказались принять их и доложили Аббасидам. Те выслали армию и предложили перейти в ибадизм, однако суфриты отказались и были почти все перебиты. Вскоре после этого флот из Ибн Кавана прибыл в Оман и выдвинул несколько требований, которые ведущие ибадитские кланы отказались принять на меджлисе. После этого состоялась битва, которую многие арабские источники называют великой, в ходе которой все местные ибадиты были перебиты, а их имам либо погиб в бою, либо попал в плен и был казнён. Таким образом пал первый имамат ибадитов, который просуществовал лишь неполных два года, с 750 по 752.
То, с какой силой развернулось восстание в южной Аравии, продемонстрировало общую успешность ибадитов в обращении местных племён. В Хадрамауте ибадиты и после подавления восстания долгое время оставались значительной военной силой, представляя значительную угрозу безопасности халифата в регионе вплоть до правления второго халифа Абу Джафара аль-Мансура. Ибадизм оставался самым значительным религиозным меньшинством Хадрамаута вплоть до прихода к власти династии Сулайхидов, который случился в середине XI века.